# 小早川扶平
小早川 扶平（こばやかわ すけひら）は、戦国時代の武将。安芸・備後の国人領主。沼田小早川氏の当主。
文明17年（1485年）、小早川敬平の長男として生まれる。明応8年（1499年）、父の死去により家督を継いで当主となる。父の時代に小早川氏は勢力を拡大したが、扶平は室町幕府の管領・細川政元の勢力を後ろ盾にして文亀元年（1501年）に杉原氏の領地であった備後三原を自らの領土とした。永正元年（1504年）には備後三原の代官職を与えられた。これらは全て政元の計らいによるものである。
しかし永正4年（1507年）、細川政元が家臣によって暗殺され（永正の錯乱）、さらに政元によって追放されていた第10代将軍足利義稙が大内義興によって奉じられて上洛を開始すると、扶平は義興から上洛に参加するように圧力を受けるようになる。また、分家の竹原小早川氏の当主・小早川弘平も本家の扶平に反抗して大内義興に恭順するなど、事態が切迫していく中で扶平は心労により病に倒れ、去就を定めないまま永正5年（1508年）1月14日に死去した。跡を長男の興平が継いだ。24歳で夭逝したが、子は3人いたとされている。